# Двоелектродний метод визначення електропровідності

Двоелектродний метод визначення електропровідності — належить до методів вимірювання об'ємної провідності твердих речовин. Оснований на використанні постійного струму. Застосовується, зокрема, при лабораторних дослідженнях електричної сепарації.
Двоелектродний метод оснований на зміні струму, що протікає через досліджуваний зразок, при відомій різниці потенціалів між електродами. Залежно від електричної провідності досліджуваного зразка для реєстрації струму використовують амперметр, гальванометр або електрометр.
Для дослідження мінералів з високою електричною провідністю застосовують амперметр або різні місткові схеми на постійному струмі, мінералів з низькою електричною провідністю — високочутливі тераомметри, мінералів з дуже низькою електричною провідністю — електрометри з безпосереднім цифровим відліком.
При вимірюванні двома зондами (рис.) використовують вольфрамові електроди діаметром 0,1 мм (відстань між ними l = 0,5 ÷ 1,5 см), напругу на зразку вимірюють компенсаційним методом. При цьому вважають, що опір між зондами змінюється лінійно.
Опір зразка визначається за формулою:
R = RoU/Uo
де Ro — опір еталонного зразка, Ом; Uo і U — напруга на еталонному і досліджуваному зразках, Вольт.
При необхідності одержання більш точних значень величини електричної провідності використовують чотириелектродний метод.